# گروندیگ

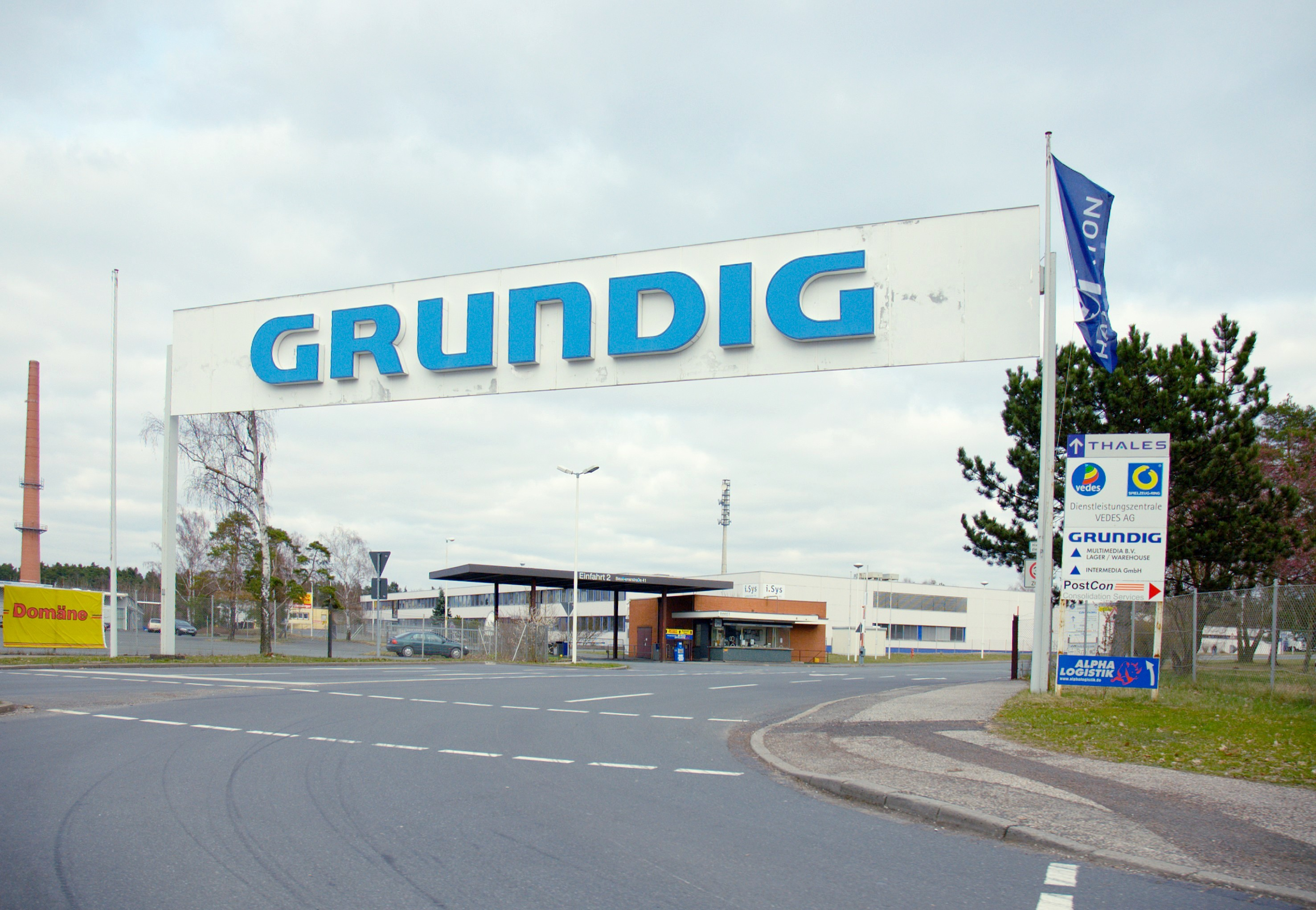
ساختمان مرکزی اسبق گراندیگ، در شهر نورنبرگ

گروندیگ (به آلمانی: Grundig) شرکت الکترونیکی آلمانی است، که در زمینه تولید کالاهای الکترونیکی مصرفی مانند تلویزیون، رادیو، دستگاه‌های ضبط صوت و ام‌پی۳ پلیر فعالیت می‌کند.
شرکت گروندیگ در سال ۱۹۳۰ توسط مکس گروندیگ راه‌اندازی شد و در ماه آوریل ۲۰۰۳ پس از اعلام ورشکستگی شرکت، بخش اعظم سهام آن، توسط شرکت ترکیه‌ای کوچ هولدینگ خریداری شد. در فاصله سال‌های ۲۰۰۴ تا ۲۰۰۷ به‌عنوان زیرمجموعه‌ای از گروه کوچ فعالیت کرد و در سال ۲۰۰۷ با شرکت تابعه دیگری از کوچ هولدینگز، بنام بکو الکترونیک ادغام شد و شرکت جدید گراندیگ الکترونیک نام گرفت. در ماه فوریه سال ۲۰۰۹ کلیه سهام گروندیگ، توسط کوچ هولدینگز خریداری شد.